# Eugene Casserly

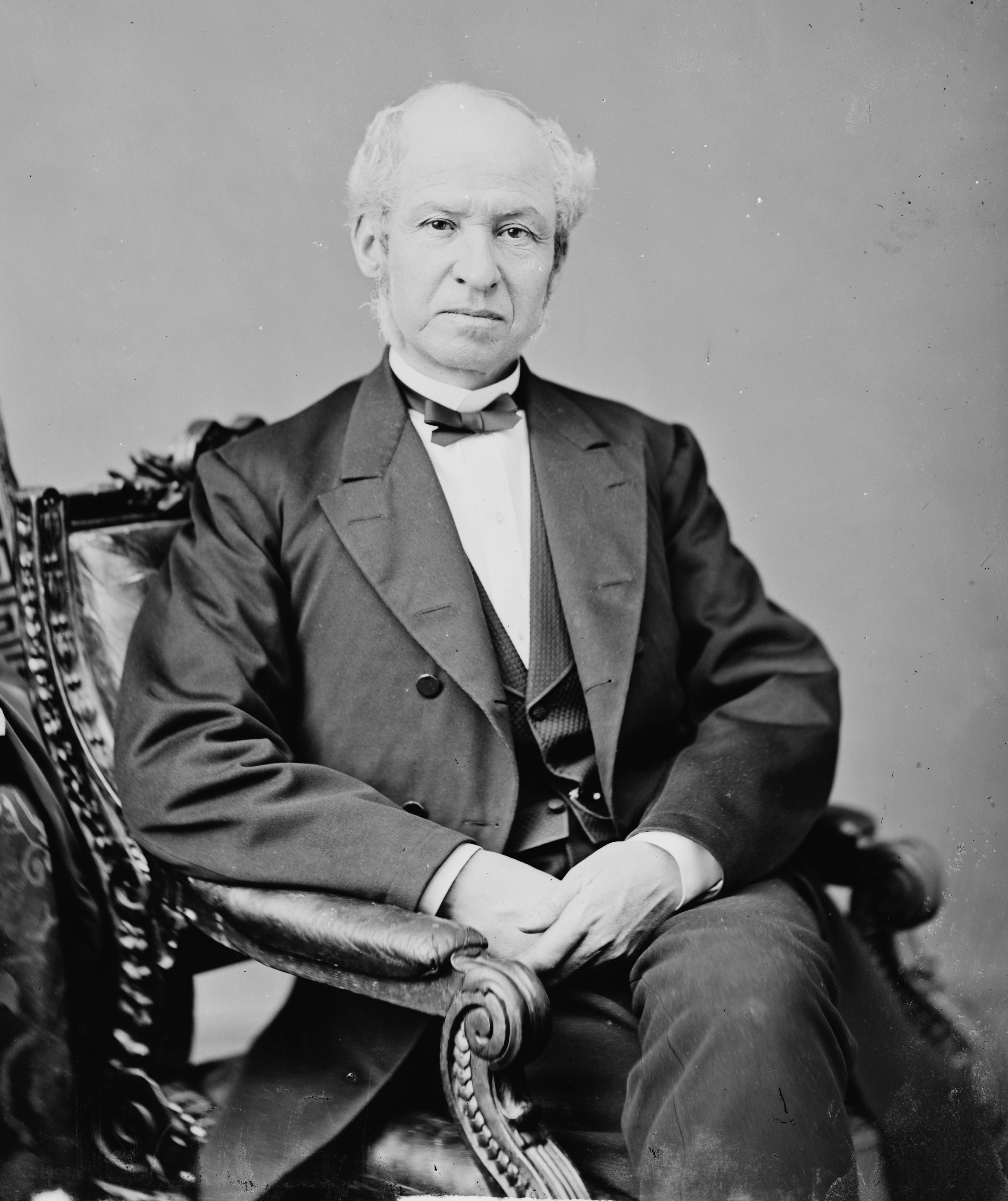
Eugene Casserly

Eugene Casserly (* 13. November 1820 in Mullingar, Irland; † 14. Juni 1883 in San Francisco) war ein US-amerikanischer Politiker (Demokratische Partei), der den Bundesstaat Kalifornien im US-Senat vertrat.

## Leben
Der im irischen County Westmeath geborene Eugene Casserly war noch ein Kleinkind, als seine Eltern mit ihm 1822 in die Vereinigten Staaten auswanderten. Die Familie ließ sich in New York nieder; die Schulausbildung des Jungen übernahm zunächst sein Vater. Seinen College-Abschluss machte er an der Georgetown University in Washington. Danach studierte er die Rechtswissenschaften, wurde 1844 in die Anwaltskammer aufgenommen und begann in New York als Jurist zu praktizieren.
Casserly wurde in der Folge auch journalistisch tätig. Er war Redakteur des Freeman's Journal und arbeitete als Autor für zahlreiche andere Zeitungen. Von 1846 bis 1847 stand er als Prozessanwalt (Corporation counsel) in den Diensten der Stadt New York, ehe er 1850 nach San Francisco umzog, wo er mit der Public Balance, der True Balance und dem Standard mehrere Zeitungen herausgab. 1851 war er als State printer beim Staat Kalifornien beschäftigt.
Nachdem er sich aus dem Journalismus zurückgezogen und mehrere Jahre ausschließlich als Anwalt gearbeitet hatte, wurde Eugene Casserly 1868 in den US-Senat gewählt. Er trat sein Mandat in Washington am 4. März 1869 an und legte es am 29. November 1873 nieder. Während dieser Zeit war unter anderem Vorsitzender des Committee on Engrossed Bills. Nach dem Ausscheiden aus dem Senat konzentrierte er sich wieder auf seine Anwaltskanzlei. 1878 und 1879 nahm er jeweils am Verfassungskonvent von Kalifornien teil.